# Secret Agent Man
Secret Agent Man är en sång skriven av P.F. Sloan och Steve Barri. Låten är främst känd i en insjungning av Johnny Rivers som gjordes till den amerikanska visningen av den brittiska TV-serien Ett fall för John Drake (Danger Man), i USA känd som Secret Agent. Efter att den använts som tema spelade Rivers in en liveversion på klubben Whisky a Go Go som utgavs som singel. Låten blev med en tredjeplats på Billboardlistan en av Rivers största hitsinglar i Nordamerika.
Låten har även spelats in bland andra The Ventures och Devo.

## Listplaceringar
| Lista (1966) | Position              |
| ------------ | --------------------- |
| Kanada       | 4 (RPM)               |
| Sverige      | 19 (Kvällstoppen)     |
| USA          | 3 (Billboard Hot 100) |